# METS Travel & Tours
METS Travel & Tours, bij de oprichting een afkorting voor Maatschappij tot Exploitatie van Toeristische verblijven in Suriname, is een Surinaams staatsbedrijf en dochteronderneming van de Surinaamse Luchtvaart Maatschappij.
METS werd op 13 januari 1962 opgericht, in een tijd dat het begrip ecotoerisme nog niet bestond. Aanvankelijk was het doel om logeerlocaties van de overheid te beheren. Zo renoveerde het bijvoorbeeld allerlei recreatieoorden, waaronder Waterkant en Blaka Watra. In 1993 kreeg het bedrijf een kantoor in Paramaribo, van waaruit het reizen door heel Suriname arrangeert. Aan het begin van de 21e eeuw is het vooral gericht op duurzame reisarrangementen en ecotoerisme. Daarnaast handelt METS cruiseschepen af.
Bij de reizen naar het binnenland worden dorpsbewoners betrokken. Een deel van de opbrengst van de reizen wordt in de dorpskassen gestort. Daarnaast wordt aan de plaatselijke bevolking voordelige vervoerstarieven berekend en krijgen onderwijzers en zieken gratis vervoer. In 1995 richtte de reisorganisatie een school op die door de overheid is erkend. Daarnaast legt het zich steeds meer toe op natuurbehoud.